# Campionato mondiale Supermoto 2002
Nel 2002 nasce il campionato mondiale Supermoto e prende il via la prima stagione iridata.
Al via i maggiori rappresentanti del supermotard europeo, come il pluricampione Thierry Van Den Bosch, che si aggiudicherà il titolo come primo campione del mondo supermoto. Il primo titolo costruttori va a KTM.
La categoria è unica e le moto ammesse hanno un limite di cilindrata fino a 750 cm³, 2t e 4t.
La formula di gara (che verrà modificata l'anno successivo) ricalca quella utilizzata nelle competizioni di Supercross. Ad ogni GP, i piloti vengono divisi a sorteggio in due gruppi, i quali corrono ciascuno una semifinale (breve gara che non assegna punti). Da ogni semifinale i primi piloti classificati accedono al "main event" (la superfinale), i piloti giunti a metà classifica finiscono alla "last chance" (ripescaggio: gara identica alla semifinale da cui i primi classificati accedono alla superfinale, mentre gli altri vengono eliminati), gli ultimi classificati vengono eliminati senza poter correre così la superfinale e ottenere punti.
La superfinale quindi vede correre i primi classificati delle due semifinali e della last chance. La superfinale, oltre ad essere più lunga delle semifinali, è anche l'unica gara del GP ad assegnare punti (25 al primo classificato).

## Risultati

### Gran Premi del 2002
|   | Nome                        | Paese       | Località     | Data         |
| 1 | Gran Premio di Belgio       | Belgio      | Namur        | 14 luglio    |
| 2 | Gran Premio dei Paesi Bassi | Paesi Bassi | Valkenswaard | 25 agosto    |
| 3 | Gran Premio di Francia      | Francia     | Tolosa       | 22 settembre |
| 4 | Gran Premio d'Austria       | Austria     | Kärntenring  | 13 ottobre   |
| 5 | Gran Premio d'Italia        | Italia      | Cuneo        | 20 ottobre   |
| 6 | Gran Premio di Grecia       | Grecia      | Atene        | 3 novembre   |
| 7 | Gran Premio d'Australia     | Australia   | Broadford    | 17 novembre  |

### Principali piloti iscritti nel 2002
|     | Pilota                | Team                     | Moto              |
| --- | --------------------- | ------------------------ | ----------------- |
| 2   | Thierry Van Den Bosch | KTM Red Bull Factory     | LC4 720 Factory   |
| 3   | Klaus Kinigadner      | KTM Red Bull Factory     | LC4 720 Factory   |
| 4   | Kurt Nicoll           | KTM Red Bull Factory     | LC4 720 Factory   |
| 5   | Jürgen Künzel         | KTM Red Bull Factory     | LC4 720 Factory   |
| 7   | Eddy Seel             | Husqvarna Factory        | SM 670RR Factory  |
| 8   | Boris Chambon         | Husqvarna Factory        | SM 670RR Factory  |
| 9   | William Rubio         | Husqvarna Factory        | SM 670RR Factory  |
| 10  | Max Manzo             | Husqvarna Factory        | SM 670RR Factory  |
| 11  | Fabrice Guyot         | Vor Racing Factory       | SM 530 RC Factory |
| 15  | Ivan Lazzarini        | Yamaha Rigo Racing       | YZ 500 F          |
| 16  | Jens Hainbach         | Husaberg Factory         | FS 650 Factory    |
| 19  | Gerald Delepine       | Vertemati Racing Factory | SR 600 Factory    |
| 21  | Jérôme Giraudo        | Vertemati Racing Factory | SR 600 Factory    |
| 30  | Thierry Godfroid      | Kawasaki Bridgestone Elf | KX 250            |
| 31  | Stéphane Blot         | Husqvarna SIMA           | SM 570RR          |
| 32  | Alexandre Thiebault   | Honda Monnier Moto       | CR-F 490          |
| 40  | Petr Vorlíček         | KTM Tuning Sport         | RM-Z 450          |
| 41  | Jean Marc Gaillard    | Honda Belgium            | CR-F 490          |
| 46  | Sylvain Page          | Husqvarna SIMA           | SM 570RR          |
| 48  | Frédéric Fiorentino   | KTM Bizar Racing         | LC4 690           |
| 49  | Max Verderosa         | Honda Verderosa Racing   | CR-F 490          |
| 89  | Jamie Stauffer        | Yamaha Australia         | YZ-F 400          |
| 97  | Greg Moss             | KTM Australia            | LC4 690           |
| 111 | Frédéric Bolley       | Yamaha France            | YZ-F 400          |

### Classifica finale piloti (top 10)
| Pos | Pilota                | Moto/Team                | BEL | NLD | FRA  | AUT  | ITA  | GRE | AUS  | Punti |
| --- | --------------------- | ------------------------ | --- | --- | ---- | ---- | ---- | --- | ---- | ----- |
| 1   | Thierry Van Den Bosch | KTM Red Bull Factory     | 1   | 1   | 1    | 1    | 1    | 1   | rit. | 150   |
| 2   | Gerald Delepine       | Vertemati Racing Factory | 3   | 9   | 6    | 7    | 3    | 4   | 4    | 117   |
| 3   | William Rubio         | Husqvarna Factory        | 4   | 13  | 4    | 5    | 5    | 3   | 7    | 110   |
| 4   | Max Manzo             | Husqvarna Factory        | 10  | 7   | rit. | 10   | 4    | 2   | 3    | 96    |
| 5   | Eddy Seel             | Husqvarna Factory        | 16  | 3   | 3    | rit. | 16   | 8   | 2    | 85    |
| 6   | Klaus Kinigadner      | KTM Red Bull Factory     |     | 4   | 5    | 4    | 11   | 13  | 6    | 85    |
| 7   | Fabrice Guyot         | Vor Racing Factory       | 6   | 6   | 9    |      | 2    | 7   | rit. | 78    |
| 8   | Ivan Lazzarini        | Yamaha Rigo Racing       | 8   | 10  | 8    | 9    | rit. | 5   | 8    | 78    |
| 9   | Jürgen Künzel         | KTM Red Bull Factory     |     | 2   |      | 3    |      | 11  | 1    | 77    |
| 10  | Stéphane Blot         | Husqvarna SIMA           |     | 15  | 2    | 18   | 6    | 21  | 5    | 62    |
| Pos | Pilota                | Moto                     | BEL | NLD | FRA  | AUT  | ITA  | GRE | AUS  | Punti |

### Classifica finale costruttori
| Pos | Casa      | Paese    | BEL | NLD | FRA | AUT | ITA  | GRE | AUS  | Punti |
| --- | --------- | -------- | --- | --- | --- | --- | ---- | --- | ---- | ----- |
| 1   | KTM       | Austria  | 1   | 1   | 1   | 1   | 1    | 1   | 1    | 175   |
| 2   | Husqvarna | Italia   | 2   | 3   | 2   | 2   | 4    | 2   | 2    | 148   |
| 3   | Vertemati | Italia   | 3   | 9   | 6   | 7   | 3    | 4   | 4    | 117   |
| 4   | Vor       | Italia   | 6   | 6   | 9   | 20  | 2    | 7   | rit. | 79    |
| 5   | Yamaha    | Giappone | 8   | 10  | 8   | 9   | rit. | 5   | 8    | 78    |
| 6   | Honda     | Giappone | 11  | 11  | 7   | 8   | 8    | 6   | 19   | 77    |
| 7   | Husaberg  | Svezia   | 12  | 8   | 11  | 11  | 7    | 16  | 11   | 71    |
| 8   | Kawasaki  | Giappone | 5   |     |     |     |      | 17  |      | 20    |
| 9   | Suzuki    | Giappone |     |     |     |     |      |     | 18   | 3     |
| Pos | Casa      | Paese    | BEL | NLD | FRA | AUT | ITA  | GRE | AUS  | Punti |